# Widłowa Szczerbina
Widłowa Szczerbina (słow. Vidlová štrbina, ok. 2095 m) – wąska przełączka w masywie Młynarza w słowackich Tatrach Wysokich. Znajduje się pomiędzy Widłowym Zwornikiem a Niżnią Widłową Turnią, w krótkiej grani, która od Widłowego Zwornika biegnie w kierunku południowo-wschodnim, ku Dolinie Ciężkiej.
Bezpośrednio nad siodłem przełączki wznosi się 15-metrowy uskok Niżniej Widłowej Turni, po drugiej stronie zaś niższa, 5-metrowa ścianka Widłowego Zwornika. Przełączkę można bez trudności osiągnąć, trawersując z Niżniego Widłowego Siodła.
Nazwę przełączki utworzył Władysław Cywiński.